# Антигона (Еврипид)
«Антигона» (др.-греч. Ἀντιγόνη) — трагедия древнегреческого драматурга Еврипида, содержащая уникальную версию одного из центральных эпизодов фиванского мифологического цикла. Её текст был утрачен, но описание сюжета Псевдо-Гигин включил в свои «Мифы».

## Сюжет
Действие «Антигоны» начинается с запрета царя Креонта на похороны Полиника как человека, приведшего к родному городу вражескую армию. Полиника всё-таки хоронят его сестра Антигона и вдова Аргея. Затем Аргее удаётся бежать, а Антигону арестовывают. Креонт приказывает своему сыну Гемону, жениху Антигоны, убить её, но тот, обманув отца, спасает невесту. Впоследствии у Антигоны рождается сын от Гемона. Став взрослым, он принимает участие в играх, и дед его узнаёт по знакам на теле. После этого Гемону приходится убить Антигону и покончить с собой.
Исследователи констатируют, что эта версия мифологического сюжета резко отличается от классической, известной по трагедии Софокла «Антигона». В еврипидовском ключе разрабатывал эту тему и римлянин Луций Акций в трагедии с тем же названием.